# 미네르바 공화국

미네르바 공화국국기

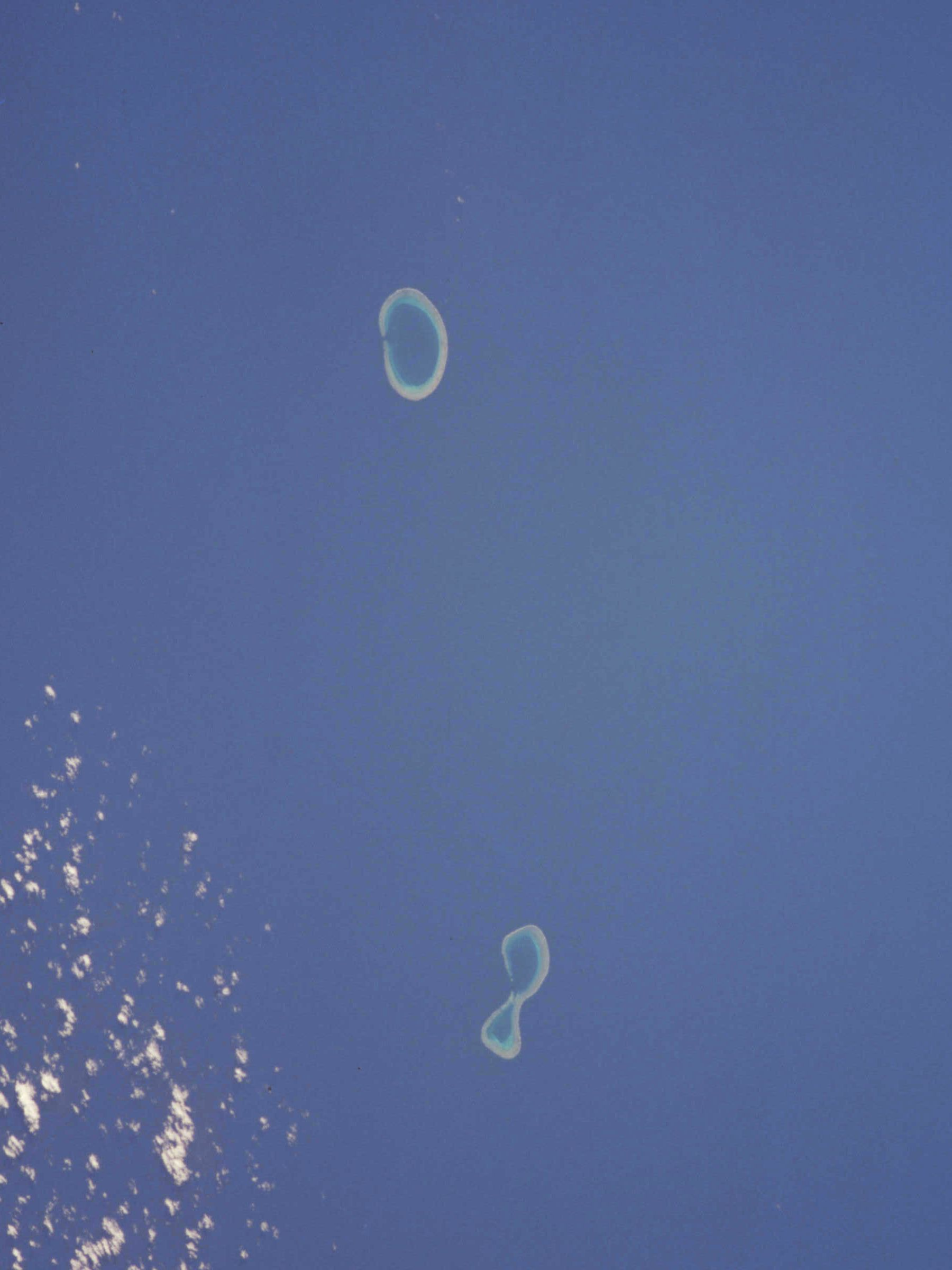
미네르바 환초

미네르바 공화국(Republic of Minerva) 또는 미네르바 공국은 오세아니아의 미네르바 환초에 모래를 부어 만들어진 마이크로네이션이다. 1972년 1월 19일에 건국했다고 주장한다. 언어는 영어이며, 화폐는 미네르바 달러다.
위의 로즈섬 공화국의 대선배격인 케이스로, 1970년대에 미국의 활동가들이 오세아니아에 위치한 미네르바 환초에 모래를 부어서 인공섬을 만드는 계획을 세우고 미네르바 공화국을 선포했으나, 통가 군대가 이들을 체포해서 추방해버리면서 멸망했다. 멸망 직전까지 미네르바 공화국의 건설 계획은 건축공학적인 측면에서 당대의 사람들에게 비상한 관심을 모으고 있었다.

## 같이 보기
- 리버랜드
- 시랜드 공국
- 로즈섬 공화국